# سد شیرین‌سو
سد شیرین‌سو یکی از سدهای استان همدان که در شهرستان کبودرآهنگ قرار دارد. این سد یک سد خاکی با هستهٔ رسی است و بر روی رود شیرین‌سو احداث شده‌است.